# Liste des accidents ferroviaires en France en 1933
Pour des articles plus généraux, voir Liste des accidents ferroviaires en France, Liste des accidents ferroviaires en France au XXe siècle et Liste des accidents ferroviaires en France dans les années 1930.
La liste des accidents ferroviaires en France en 1933, est une liste non exhaustive, chronologique par mois.

## Mars
- 21 mars 1933. Sur la ligne à voie métrique de Caudry à Denain de la Société des Chemins de fer du Cambrésis, vers 5 heures 45, peu avant la gare de Quiévy, un train de voyageurs déraille. Le mécanicien est écrasé sous sa machine renversée, le chauffeur blessé. Une dizaine de voyageurs sont contusionnés[1].Déraillement de Nantes: la machine renversée et les voitures disloquées

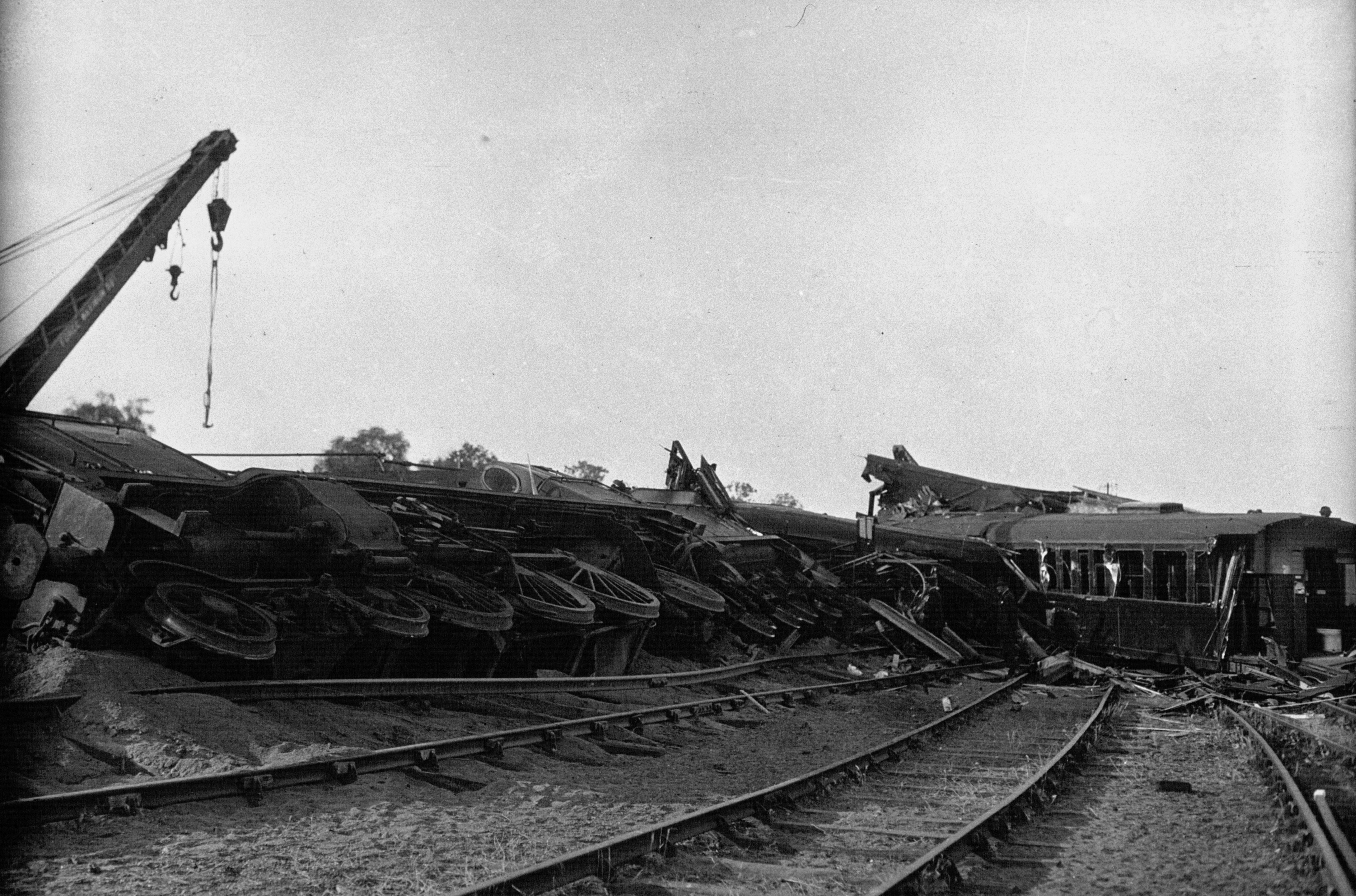
Déraillement de Nantes: la machine renversée et les voitures disloquées

## Juin
- 4 juin 1933. À 4 heures 50, au passage à la gare de triage située au lieu-dit le Grand-Blottereau (à quatre kilomètres de Nantes), un train supplémentaire triplant le rapide 141 Paris-Le Croisic s'engage trop rapidement (92 km/h) sur une voie provisoire  posée à la suite du déraillement d'un train de marchandises trois jours plus tôt et limitée à 30 km/h. Après une tentative désespérée de freinage, la locomotive et le tender se couchent, le fourgon et les huit voitures du convoi, toutes à caisse en bois, se télescopent. On dénombrera quatorze morts et 124 blessés[2]. Le mécanicien, indemne, reconnaitra avoir méconnu la signalisation[3] et sera condamné à un an de prison et trois cents francs d'amende, emprisonnement assorti du sursis compte tenu de ses vingt-six ans d'un service jusque là irréprochable[4].
- 5 juin 1933. Un retour de flamme se produit aux environs d'Alfortville sur la locomotive d'un train de banlieue parti à 21 heures 19 de Paris-Lyon pour Montereau. Transformés en torches vivantes, le mécanicien et le chauffeur tentent en vain d'éteindre leurs vêtements en feu en puisant de l'eau sur le tender: Le premier a le crâne fracassé par un pont et est précipité sur les voies où il est écrasé, le second est carbonisé. Le convoi continue sa route jusqu'à Villeneuve-Triage, où il s'arrête faute de pression[5].
- 24 juin 1933. Sur la ligne de Montérolier-Buchy à Motteville, à 8 heures 30, près de la gare de Bosc-le-Hard, à un passage à niveau gardé mais resté ouvert à raison du trafic engendré par une foire locale, un train de marchandises allant vers Le Havre percute une voiture hippomobile, tuant ses trois occupants, dont une mère de douze enfants invitée à monter 300 mètres avant le lieu de l'accident[6].

## Août
- 30 août 1933. À la suite d'un freinage brutal, les deux dernières voitures et le fourgon de queue du rapide Royan-Paris déraillent vers 15 heures 30 près de la gare de Meigné-le-Vicomte, sur la ligne Bordeaux-Paris par Chartres. Le chef de train est tué, vingt-cinq voyageurs sont blessés[7].

## Septembre
- 2 septembre 1933. Vers 15 heures 45, sur la ligne Dijon-Lyon, le passage à niveau de Nuits-Saint-Georges est fermé lorsque se présente une automobile transportant huit personnes, dont cinq enfants. Cédant à la demande pressante du conducteur, la garde-barrière remplaçante lui ouvre le passage au moment où arrive le rapide Paris-Vintimille, qui écrase le véhicule et tue tous ses occupants[8].

## Octobre
- 24 octobre 1933. Vers 9 heures 50, le train Cherbourg-Paris déraille à vive allure au point kilométrique 121.7 dans une courbe précédent le petit pont de Saint-Élier, entre Conches-en-Ouche et La Bonneville-sur-Iton (Eure). Des voitures tombent dans la rivière Le Rouloir. On dénombre trente-sept morts, dont le professeur Pierre Villey, et plus de cent blessés. Bien que le Réseau de l'État s'en soit défendu, la cause de l'accident est sans doute imputable à l'affaissement de la voie sous la charge de la locomotive 241-022. En effet, la voie était fragilisée à cet endroit par un chantier de « soufflage mesuré » (opération destinée à compenser l'affaissement de la voie en la soulevant pour ajouter manuellement un complément de ballast sous les traverses)[9] qui n'avait pas été accompagné d'une limitation de vitesse. En août de l'année suivante, à la suite du volumineux rapport établi par les experts, le juge d'instruction inculpera d'homicide involontaire les chefs de canton, de district et de section responsables des travaux, qui ne seront toutefois pas jugés[10].

## Novembre
- 27 novembre 1933 - En gare de Verberie, sur la ligne d'Ormoy-Villers à Amiens, vers 22 heures 40, un train de marchandises en prend en écharpe un autre. Les deux machines et plusieurs wagons déraillent. Un chef de train est tué[11].

## Décembre
- 13 décembre 1933 - Sur la ligne de Dôle à Frasne, au point kilométrique 405, entre deux petits tunnels situés dans la montée de Mesnay-Arbois vers Pont-d'Héry, vers 8 heures 30, le rapide Vallorbe-Paris fauche une équipe d'ouvriers travaillant à la réfection des voies, malgré le dispositif de sécurité censé les protéger, en tuant huit et en blessant grièvement quatre[12].
- 23 décembre 1933 - Lagny-Pomponne, un express à destination de Strasbourg percute à 120 km/h en pleine nuit un train supplémentaire pour Nancy roulant devant lui à 60 km/h, et écrase ses anciennes voitures en bois, bondées à la veille de Noël. L'accident fait plus de deux-cents morts et entraîne de nombreuses conséquences sur l’exploitation des chemins de fer français, notamment en hâtant la mise en place d'une signalisation normalisée dite (Code Verlant), toujours en vigueur de nos jours, et en accélérant la réforme des vieilles voitures en bois, qui avaient été de véritables pièges lors de la collision[13].